# Anemone wendelboi
Anemone wendelboi là một loài thực vật có hoa trong họ Mao lương. Loài này được Chaudkhari mô tả khoa học đầu tiên năm 1987.